# Imagine: Detective

Imagine: Detective é um jogo eletrônico desenvolvido pela estúdio da Ubisoft São Paulo e públicado pela Ubisoft para o Nintendo DS na América do Norte e Europa em 8 de setembro de 2009.
O jogo faz parte de série de jogos Imagine, sendo esse o primeiro título a ser desenvolvido pelo estúdio da Ubisoft em São Paulo.
Uma grande curiosidade é que maior parte dos personagens foram desenhados digitalmente por um designer não-profissional, alagoano e menor de idade que ganhou o concurso Melhores Modelos no fórum oficial da Ubisoft.

## O jogo
Assim como nos outros jogos da série, o jogo é voltado para o público feminino, nele você comanda Kirsten Spark; uma garota de 14 anos que estuda no Hill High School. A garota resolve mistérios e problemas de sua vizinhança, resolvendo casos que envolvem jogabilidade de mini-jogos e de resolução de enigmas que são realizados ao explorar a cidade.